# Asociación Europea de Piragüismo
La Asociación Europea de Piragüismo o Asociación Europea de Canotaje (en inglés: European Canoe Association, ECA) es la organización que regula el deporte del piragüismo a nivel europeo. Sus principales funciones son la coordinación de las federaciones nacionales europeas de piragüismo y la organización de los eventos deportivos correspondientes. Es una de las cinco organizaciones continentales que conforman la Federación Internacional de Piragüismo (ICF).
Fue fundada en 1994 y cuenta en 2016 con la afilición de 44 federaciones nacionales. El presidente en funciones es Albert Woods del Reino Unido.

## Eventos
Los principales eventos a cargo de la ECA son:
- Campeonato Europeo de Piragüismo en Aguas Tranquilas
- Campeonato Europeo de Piragüismo en Eslalon

## Federaciones nacionales
En 2016 la ECA cuenta con la afiliación de 44 federaciones nacionales.
| N.º | País                 | Federación                                             | Página web                                           |
| --- | -------------------- | ------------------------------------------------------ | ---------------------------------------------------- |
| 1   | Alemania             | Deutscher Kanu Verband                                 |                                                      |
| 2   | Albania              | Asociación Albanesa de Remo y Piragüismo               |                                                      |
| 3   | Andorra              | Federació Andorrana de Piraguisme                      |                                                      |
| 4   | Armenia              | Federación Nacional de Piragüismo de Armenia           |                                                      |
| 5   | Austria              | Österreichischer Kanu Verband                          |                                                      |
| 6   | Azerbaiyán           | Federación Nacional de Remo y Piragüismo de Azerbaiyán |                                                      |
| 7   | Bélgica              | Fédération Royal Belge de Canotagem                    |                                                      |
| 8   | Bielorrusia          | Asociación Bielorrusa de Piragüismo                    |                                                      |
| 9   | Bosnia y Herzegovina | Federación de Piragüismo de Bosnia y Herzegovina       |                                                      |
| 10  | Bulgaria             | Federación Búlgara de Piragüismo                       |                                                      |
| 11  | Chipre               | Federación Chipriota de Piragüismo                     |                                                      |
| 12  | Croacia              | Federación Croata de Piragüismo                        |                                                      |
| 13  | Dinamarca            | Dansk Kano Og Kajak Forbund                            |                                                      |
| 14  | Eslovaquia           | Asociación Eslovaca de Piragüismo                      |                                                      |
| 15  | Eslovenia            | Federación Eslovena de Piragüismo                      |                                                      |
| 16  | España               | Real Federación Española de Piragüismo                 |                                                      |
| 17  | Estonia              | Federación Estona de Piragüismo                        |                                                      |
| 18  | Finlandia            | Federación Finlandesa de Piragüismo                    |                                                      |
| 19  | Francia              | Fédération Française de Canoë-Kayak                    |                                                      |
| 20  | Georgia              | Federación Georgiana de Remo y Piragüismo              |                                                      |
| 21  | Grecia               | Federación Helénica de Canoa y Kayak                   |                                                      |
| 22  | Hungría              | Federación Húngara de Piragüismo                       |                                                      |
| 23  | Irlanda              | Irish Canoe Union                                      |                                                      |
| 24  | Israel               | Asociación de Piragüismo de Israel                     |                                                      |
| 25  | Italia               | Federazione Italiana Canoa Kayak                       |                                                      |
| 26  | Letonia              | Federación Letona de Piragüismo                        |                                                      |
| 27  | Lituania             | Federación Lituana de Piragüismo                       |                                                      |
| 28  | Luxemburgo           | Fédération Luxembourgeoise de Canoë-Kayak              |                                                      |
| 29  | Macedonia del Norte  | Federación de Piragüismo de Macedonia                  |                                                      |
| 30  | Malta                | Federación de Piragüismo de Malta                      |                                                      |
| 31  | Moldavia             | Federación Moldava de Piragüismo                       |                                                      |
| 32  | Montenegro           | Federación de Piragüismo de Montenegro                 |                                                      |
| 33  | Noruega              | Norges Padleforbund                                    |                                                      |
| 34  | Países Bajos         | Nederlandse Kano Bond                                  |                                                      |
| 35  | Polonia              | Polski Związek Kajakowy                                |                                                      |
| 36  | Portugal             | Federação Portuguesa de Canoagem                       | Archivado el 15 de abril de 2008 en Wayback Machine. |
| 37  | Reino Unido          | British Canoe Union                                    |                                                      |
| 38  | República Checa      | Unión Checa de Piragüismo                              |                                                      |
| 39  | Rumania              | Federaţia Română de Kaiac Canoe                        |                                                      |
| 40  | Rusia                | Federación Rusa de Piragüismo                          |                                                      |
| 41  | Serbia               | Federación Serbia de Piragüismo                        |                                                      |
| 42  | Suecia               | Federación Sueca de Piragüismo                         |                                                      |
| 43  | Suiza                | Swiss Canoe                                            |                                                      |
| 44  | Turquía              | Federación Turca de Piragüismo                         |                                                      |
| 45  | Ucrania              | Federación Ucraniana de Canoa-Kayak                    |                                                      |